# 高坂美郁
高坂 美郁（こうさか みく、女性、2005年3月9日 - ）は、日本の子役。NEWSエンターテインメント所属。

## 出演
- 2012年05月：女神湖『妖精祭』[2]
- 2013年07月：劇団国立ミュージカル『Le Petit Prince』 王様 点灯人 役[2]
- 2014年12月：劇団国立ミュージカル『The Wizard of OZ』ライオン 役[2]
- 2017年：ミュージカル『ライオンキング』ヤングナラ 役[1]